# 泥遊び

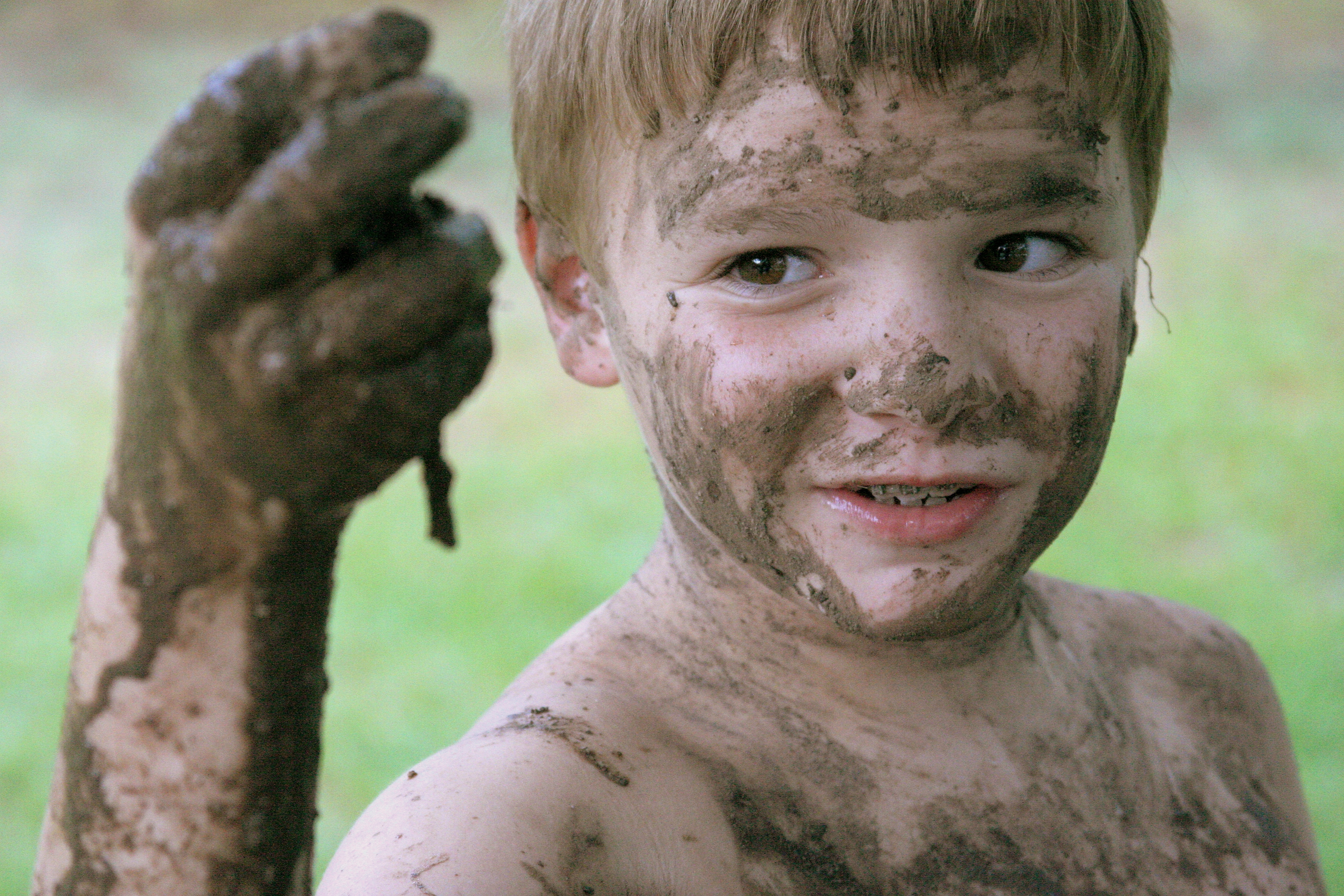
顔まで泥んこ。水着を着ていると思われるため、衣服が汚れない。また、直接泥が肌に触れることで、泥の感触が味わえる。

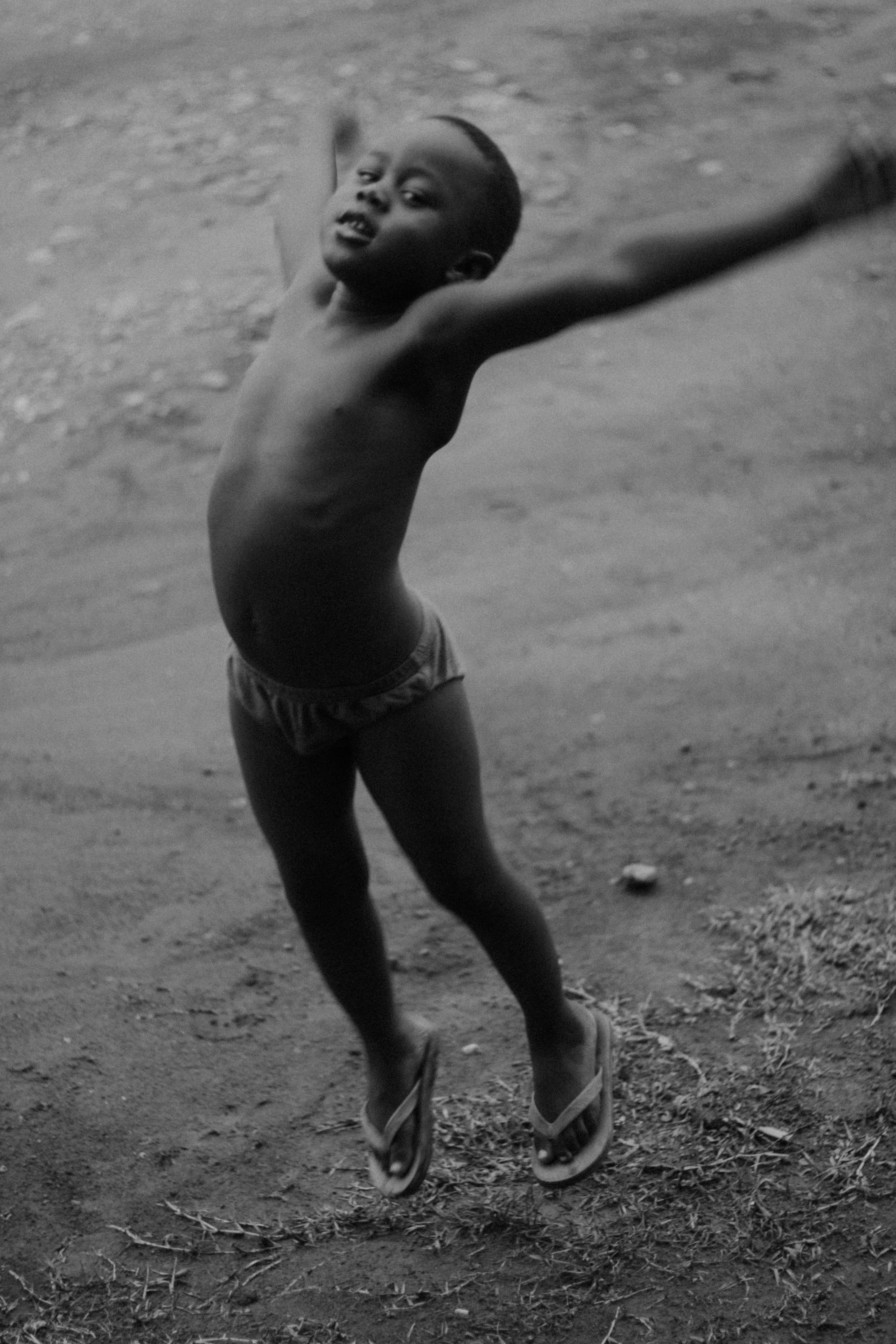
泥に触れるのを楽しみにしている子供

泥遊び（どろあそび）ないし泥んこ遊び（どろんこあそび）は、泥を使った遊びである。

## 概要

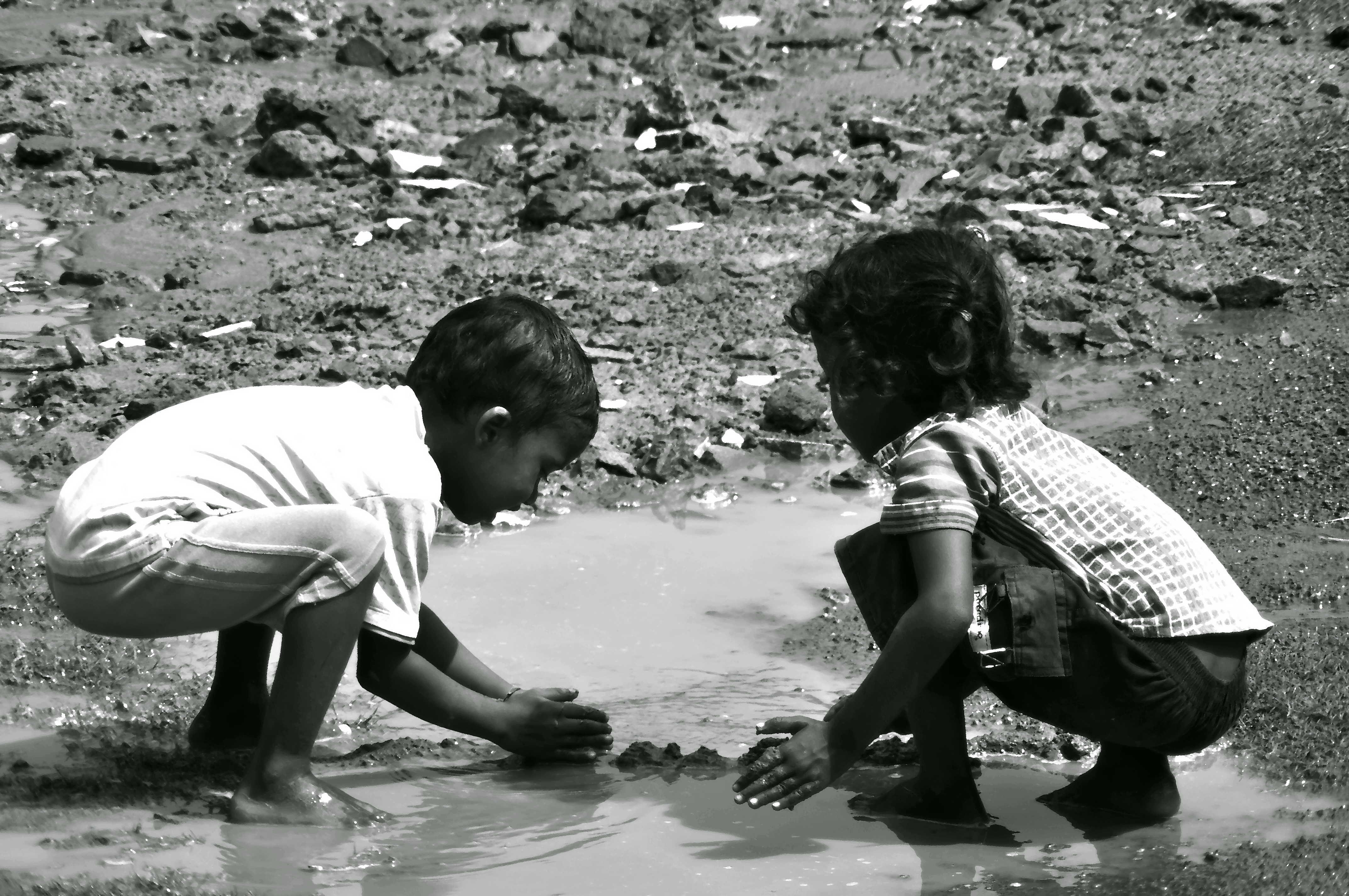
泥遊びをする子供たち

泥遊びは、特にルールの存在しない遊びで、大勢集まって一斉に各々の泥遊びに興じるさまも見られる（ただし人によっては好まない場合もある）。その多くでは着衣が汚れるため、洗濯をしなければならないため、洗濯をする者には砂遊び以上に厭われる遊びでもある。
泥は地球の上で生活している限りは、水や地面（露出した土）があればありふれた素材となるため、降雨後や水道から水を撒いた際などに出来上がる泥は泥遊びをする者にとって格好の玩具である。泥を顔や体につけて感触を楽しんだり、あるいは何らかの形を作って楽しむ。全身泥まみれになって気持ちよさを体感する人や、二人で顔などに泥を付けあって遊ぶ人もいる。
特に玩具としてや工芸素材としての泥には粘土があるが、泥遊びは一般に粘土遊びとは区別して扱われる。しかし陶芸はやや泥遊びとの区別は曖昧で、泥をこね回す行為を泥遊びに擬える場合もある。
ただ泥遊び全般は、その場で弄りまわした泥で何かの物品を作って持ち帰ることはあまりない。例外的に土団子ないし泥団子などと呼ばれる土を固めて砂を掛けて磨き込んだ団子（球形の塊）は男児に人気のある遊びで、丹念に固められて何日にも渡って「育て」られる（後述）。ほかに、ままごとでは泥を食品に見立てて加工し、これを食卓（玩具のテーブル）の上に並べる場合もある。これらは「食べるふり」をしてその場で捨てられるごっこ遊びの道具となる。
泥遊びは自分が汚れてしまう遊びではあるものの、衛生仮説などではこういった少々不衛生な環境も免疫を鍛えて強化する効果があると見なされている。ただ、泥だらけで家に上がると掃除も大変になり、単純に汚いだけではなくこのまま口などに手を入れてしまうと寄生虫などの問題もあるため、この遊びをした者は、「遊んだ後は手を洗う」という「自分で衛生を管理する」という家庭教育や躾など初等教育を行う絶好の機会ともいえる。
ここでは、泥にまみれる泥遊びと、泥で何かを作る泥遊びについて解説する。

## 泥にまみれる泥遊び
自分の体を汚すことや泥の感触を全身で味わうことを楽しむ遊びである。複数人で遊ぶ場合は、泥を掛け合うなどする。泥がたくさんついた顔を見合って笑い合う人や、わざと頭から泥に落ちて全身泥だらけになる人もいる。
小学校などで行われる泥遊びの多くがまみれる泥遊びである。また、鹿島ガタリンピックのような泥まみれになって競技を行うイベントもある。

### 手軽で楽しい遊び方
泥遊びの手軽な遊び方を紹介する。ただし、あくまでも例である。
①裸足で、水着を着用する。必要に応じて耳栓を用意してもよい。
②庭などに泥プールを作る。人体に安全な土を使用する。ビニールプールでも良い。また、シャワーを用意しておく。
③作った泥プールに入って遊ぶ。
④遊び終わったら、シャワーで体の泥を落とす。
この遊び方のメリットを二つ挙げる。
・衣服が汚れずに遊ぶことが出来る。ちなみに、水着は洗いやすい。
・水着を着ることで、たくさんの泥が肌に触れるため、気持ちよさが実感できる。

### 遊び方の例
・泥の中で泳ぐ
・泥相撲
・泥の中ででんぐり返し
・マッドフラッグ
・泥に飛び込む
・鬼ごっこ
・何かを運ぶレース
・宝探し
・徒競走
・自転車や一輪車　※泥んこイベントによっては呼び方は異なり、例えば鹿島ガタリンピックならガタチャリと呼ばれる。

## 何かを作る泥遊び
泥を使ってままごとをするのが何かを作る泥遊びの例である。泥で山を作る人もいる。

### 土団子

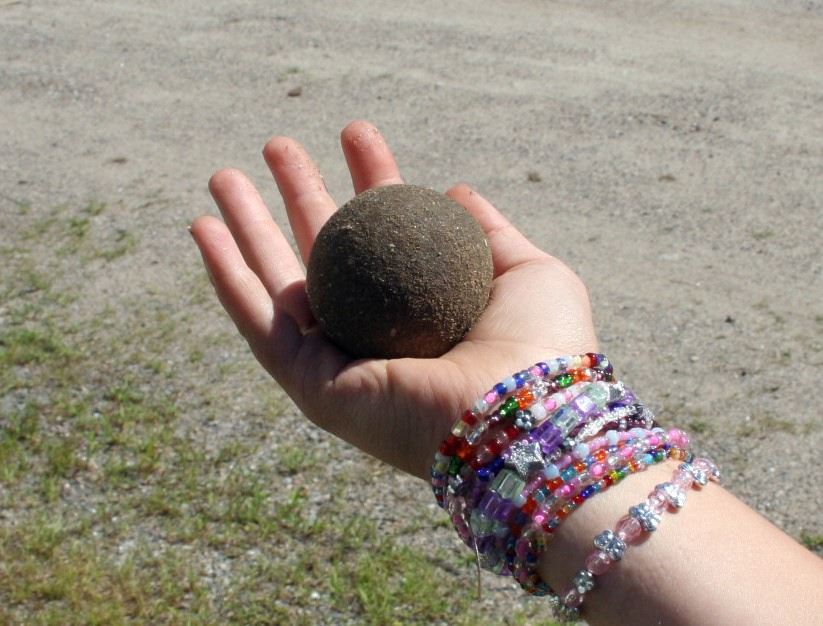
手をかけて製作された土団子（泥団子）
時間を掛けて製作することで真球に近づく。写真の作品は表面がザラザラしているが、きめの細かい砂などで磨き込むことも行なわれる。

土団子（別名、泥団子）は泥遊びの一種で、泥を丸めて作った玉にきめの細かい砂などを降り掛けて固め、さらにそれを磨いて硬く絞める。乾かしては表面を泥でぬらして砂を手で擦り込んで固めるという数日以上に渡る工程を経て、表面が艶々とし出すほどに大抵の人はこの土団子に愛着を覚える。時には唾液などを付けて磨きこむ事なども行われる。
地方により、赤土で作られた光沢が良いものを「金カン」、黒土（通常の土）で作られたものを「銀カン」と称することもある。この場合、土の粘度が高い赤土で作成するほうが光沢を得やすい。
こうして作られた団子は仲間内で品評会や、硬さを競うために高い所から相手の団子目掛けて落とす「団子相撲」等が行われる場合がある。団子相撲では丹念に作られ時間を掛けて「育て」られた土団子ほど固くなり、より相手の団子を打ち割ってなお生き残る可能性が高くなる。
また、団子の硬さを競い合ったり、友情の証として団子を交換し合ったり、あるいは固い団子を作る秘伝を持っていたりといった様々な「土団子」文化が存在する。
こうした遊びをするのはほとんどが男であるが、女児の中にもこの土団子に興味を示す者がいる。中には工事現場からくすねたコンクリートを素材に混ぜ込む者も稀にいるが、大抵の場合は不正と見做される。
また、複数の参加者が集まって土団子を磨き上げるイベントもある。
また、雪合戦のように、土団子を相手に向けて飛ばしあうのもこの遊びの一つである。

## 余録
泥遊びに関してだが、日本では20世紀末頃より衛生環境の変化に伴い、都市部を中心に泥と触れ合う機会が減少している。自然に関する体験不足を懸念する声もあり、体験学習での田んぼの代掻きの代わりなどを通して泥遊びをするケースも存在する。